# Frans II av Lothringen
Frans II av Lothringen, född 1572, död 1632, var regerande hertig av Lothringen från 1625 till 1625. Han var son till hertig Karl III av Lothringen och Claude av Valois.